# Grammy Award for Best Score Soundtrack for Visual Media

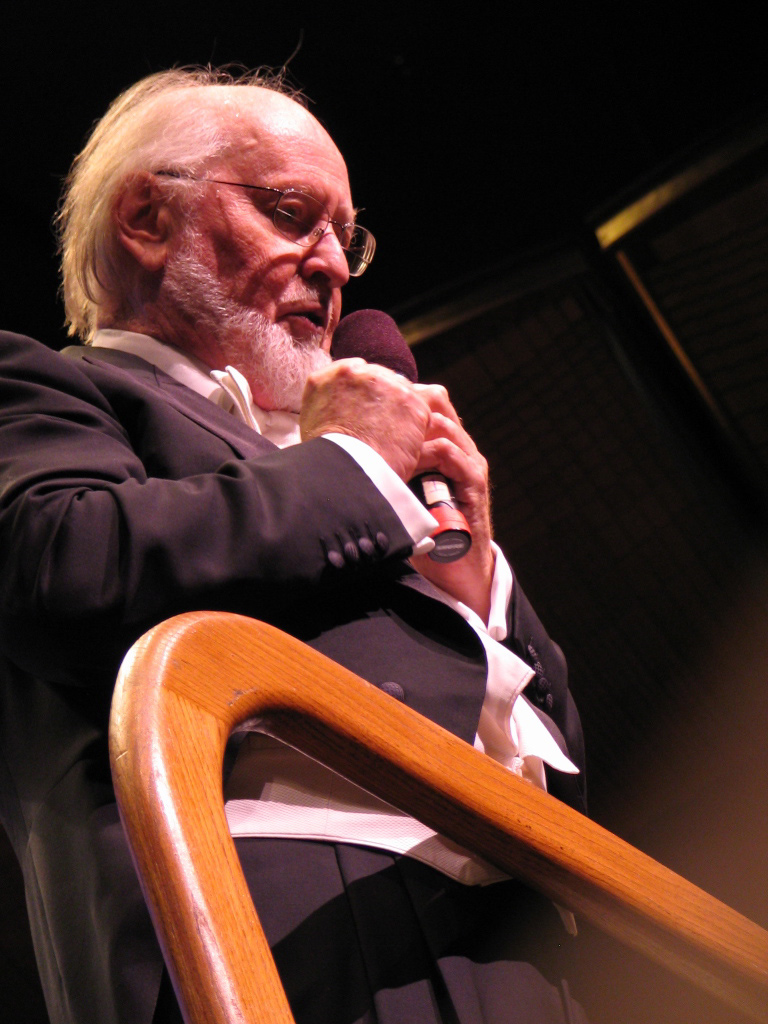
John Williams hat den Grammy Award for Best Score Soundtrack for Visual Media elf Mal gewonnen, davon sechs Mal hintereinander in den Jahren 1978 bis 1983.

Der Grammy Award for Best Score Soundtrack for Visual Media, auf Deutsch „Grammy-Auszeichnung für den besten komponierten Soundtrack für visuelle Medien“, ist ein Musikpreis, der seit 1960 von der amerikanischen Recording Academy im Bereich Musik für visuelle Medien verliehen wird.

## Geschichte und Hintergrund
Die seit 1959 verliehenen Grammy Awards werden jährlich in zahlreichen Kategorien von der Recording Academy in den Vereinigten Staaten vergeben, um künstlerische Leistung, technische Kompetenz und hervorragende Gesamtleistung ohne Rücksicht auf die Album-Verkäufe oder Chart-Position zu würdigen.
Eine dieser Kategorien ist der Grammy Award for Best Score Soundtrack for Visual Media. Der Preis wird seit den Grammy Awards 1960 an Komponisten für die Originalpartitur eines Filmes, einer Fernsehsendung oder Serie, eines Videospiels oder anderer visueller Medien verliehen. Der erste Empfänger war der amerikanische Komponist und Pianist Duke Ellington für den Soundtrack zum Film Anatomy of a Murder aus dem Jahre 1959. Bis 2001 wurde der Preis nur dem Komponisten des Soundtracks verliehen. Von 2001 bis 2006 erhielten der Produzent und die Toningenieure die Auszeichnung. Im Jahr 2007 wurde der Preis wieder in einen Komponistenpreis umgewandelt.

John Williams hält den Rekord für die meisten Siege und Nominierungen in dieser Kategorie, mit elf Siegen und insgesamt zweiunddreißig Nominierungen.

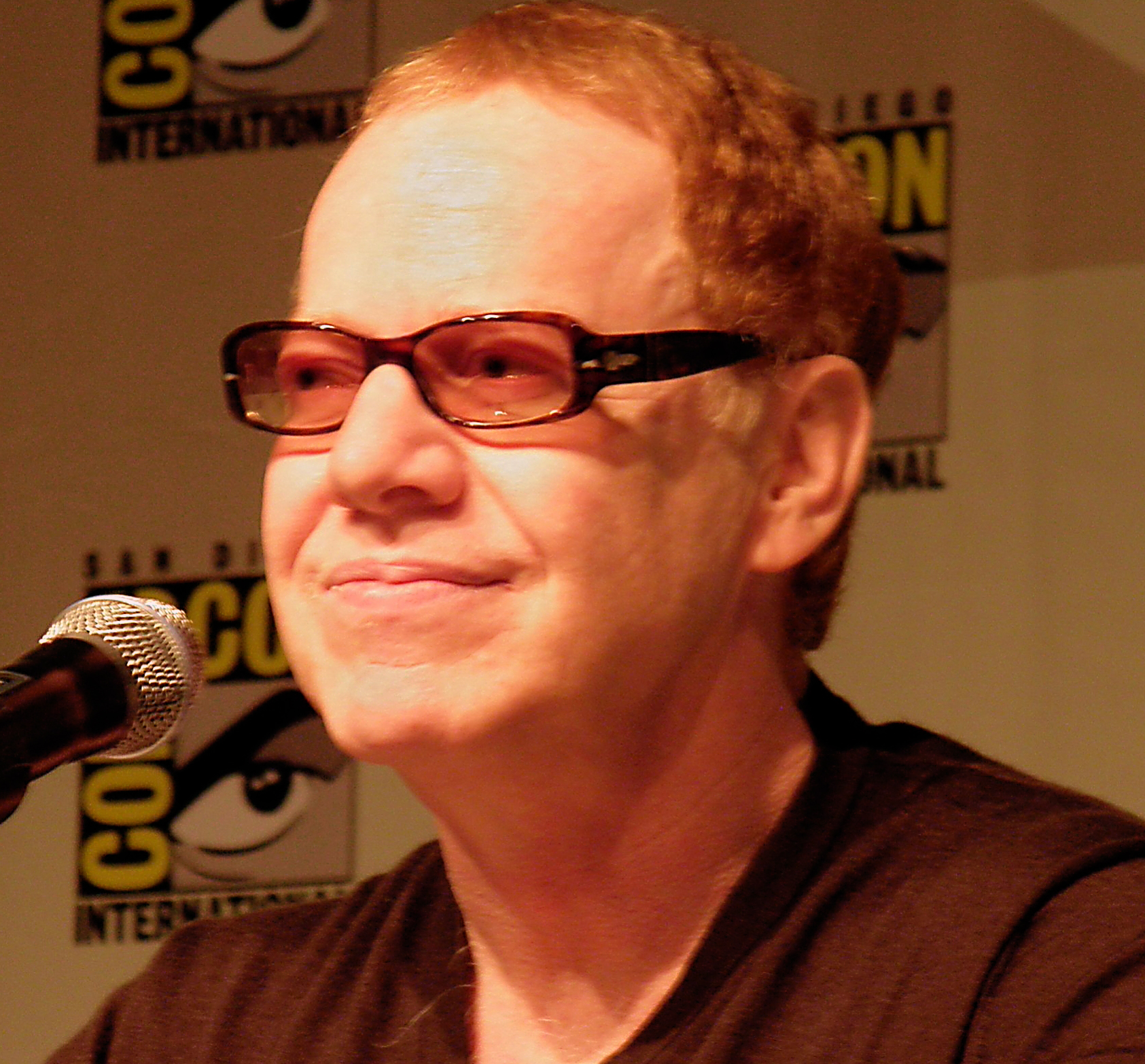
Danny Elfman wurde bisher neun Mal für die Auszeichnung nominiert ohne den Preis zu erhalten.

Seit der Erstverleihung hat sich der Name der Auszeichnung mehrfach geändert:
- 1960 hieß die Auszeichnung Grammy Award for Best Sound Track Album – Background Score from a Motion Picture or Television
- Von 1961 bis 1962 nannte sie sich Grammy Award for Best Sound Track Album or Recording of Music Score from Motion Picture or Television
- Von 1964 bis 1968 wurde der Grammy Award for Best Original Score from a Motion Picture or Television Show vergeben
- Von 1969 bis 1973 und 1978 nannte sich der Preis Grammy Award for Best Original Score Written for a Motion Picture or a Television Special
- Von 1974 bis 1977 hieß der Preis Grammy Award for Best Album of Best Original Score Written for a Motion Picture or a Television Special
- Von 1979 bis 1986 wurde der Grammy Award for Best Album of Original Score Written for a Motion Picture or a Television Special ausgezeichnet
- Von 1988 bis 1990 verlieh man den Grammy Award for Best Album of Original Instrumental Background Score Written for a Motion Picture or Television
- Von 1991 bis 1999 hieß die Kategorie Grammy Award for Best Instrumental Composition Written for a Motion Picture or for Television
- 2000 nannte sie sich Grammy Award for Best Instrumental Composition Written for a Motion Picture, Television or Other Visual Media
- Von 2001 bis 2011 wurde der Grammy Award for Best Score Soundtrack Album for a Motion Picture, Television or Other Visual Media vergeben
- Seit 2012 wird der Grammy Award for Best Score Soundtrack for Visual Media ausgezeichnet.

2023 wurden die Soundtracks von Computerspielen und anderen interaktiven Medien herausgenommen und in eine eigene Kategorie überführt.

## Gewinner und Nominierte
| Jahr                 | Gewinner                                                                                                   | Nationalität                                                                                | Soundtrack                                                                                  | Nominierte | Bild des/der Gewinner(s)                                                                    |
| -------------------- | --- | ------------------------------------------------------------------------------------------- | ------------------------------------------------------------------------------------------- | --- | ------------------------------------------------------------------------------------------- |
| 1960                 | Duke Ellington                                                                                             | Vereinigte Staaten                                                                          | Anatomy of a Murder                                                                         | - M Squad – Stanley Wilson - Peter Gunn – Henry Mancini - The Nun’s Story – Franz Waxman - Pete Kelly’s Blues – Dick Cathcart | Duke Ellington in 1943                                                                      |
| 1961                 | Ernest Gold                                                                                                | Vereinigte Staaten                                                                          | Exodus                                                                                      | - Mr. Lucky – Henry Mancini - The Untouchables – Nelson Riddle - The Apartment – Adolph Deutsch - Ben Hur – Miklós Rózsa |                                                                                             |
| 1962                 | Henry Mancini                                                                                              | Vereinigte Staaten                                                                          | Breakfast at Tiffany’s                                                                      | - Checkmate – John Williams - La Dolce Vita – Nino Rota - The Guns of Navarone – Dimitri Tiomkin - Paris Blues – Duke Ellington |                                                                                             |
| 1963                 | Keine Verleihung des Grammy Award for Best Score Soundtrack for Visual Media in diesem Jahr                | Keine Verleihung des Grammy Award for Best Score Soundtrack for Visual Media in diesem Jahr | Keine Verleihung des Grammy Award for Best Score Soundtrack for Visual Media in diesem Jahr | Keine Verleihung des Grammy Award for Best Score Soundtrack for Visual Media in diesem Jahr | Keine Verleihung des Grammy Award for Best Score Soundtrack for Visual Media in diesem Jahr |
| 1964                 | John Addison                                                                                               | Vereinigtes Königreich                                                                      | Tom Jones                                                                                   | - Cleopatra – Alex North - Lawrence of Arabia – Maurice Jarre - Mondo Cane – Riz Ortolani |                                                                                             |
| 1965                 | Richard M. Sherman Robert B. Sherman                                                                       | Vereinigte Staaten                                                                          | Mary Poppins                                                                                | - Goldfinger – John Barry - A Hard Day’s Night – John Lennon, Paul McCartney - The Pink Panther – Henry Mancini - Robin and the 7 Hoods – Sammy Cahn, Jimmy Van Heusen |                                                                                             |
| 1966                 | Johnny Mandel                                                                                              | Vereinigte Staaten                                                                          | The Sandpiper                                                                               | - The Man from U.N.C.L.E. – Lalo Schifrin, Morton Stevens, Walter Scharf, Jerry Goldsmith - Alexis Zorbas – Mikis Theodorakis - Help! – John Lennon, Paul McCartney, George Harrison, Ken Thorne - Les Parapluies de Cherbourg – Michel Legrand, Jacques Demy |                                                                                             |
| 1967                 | Maurice Jarre                                                                                              | Frankreich                                                                                  | Doctor Schiwago                                                                             | - Alfie – Sonny Rollins - Arabesque – Henry Mancini - Born Free – John Barry - Who’s Afraid of Virginia Woolf? – Alex North |                                                                                             |
| 1968                 | Lalo Schifrin                                                                                              | Argentinien                                                                                 | Music from Mission: Impossible                                                              | - Casino Royale – Burt Bacharach - Doctor Dolittle – Leslie Bricusse - In the Heat of the Night – Quincy Jones - To Sir, with Love – Ron Grainer, Don Black, Mark London |                                                                                             |
| 1969                 | Dave Grusin Paul Simon                                                                                     | Vereinigte Staaten                                                                          | The Graduate                                                                                | - Bonnie and Clyde – Charles Strouse - The Fox – Lalo Schifrin - The Odd Couple – Neal Hefti - Valley of the Dolls – André Previn |                                                                                             |
| 1970                 | Burt Bacharach                                                                                             | Vereinigte Staaten                                                                          | Butch Cassidy and the Sundance Kid                                                          | - The Lost Man – Quincy Jones - Mackenna’s Gold – Quincy Jones - Me, Natalie – Henry Mancini - Yellow Submarine – John Lennon, Paul McCartney, George Harrison, George Martin |                                                                                             |
| 1971                 | The Beatles                                                                                                | Vereinigtes Königreich                                                                      | Let It Be                                                                                   | - Airport – Alfred Newman - Darling Lili – Johnny Mercer, Henry Mancini - MASH – Johnny Mandel - Pookie – Fred Karlin | The Beatles in 1964                                                                         |
| 1972                 | Isaac Hayes                                                                                                | Vereinigte Staaten                                                                          | Shaft                                                                                       | - Bless the Beasts and Children – Barry De Vorzon, Perry Botkin Jr. - Friends – Elton John, Bernie Taupin - Love Story – Francis Lai - Ryan’s Daughter – Maurice Jarre |                                                                                             |
| 1973                 | Nino Rota                                                                                                  | Italien                                                                                     | The Godfather                                                                               | - $ – Quincy Jones - Il Giardino dei Finzi-Contini – Manuel De Sica - Nicholas and Alexandra – Richard Rodney Bennett - Superfly – Curtis Mayfield |                                                                                             |
| 1974                 | Neil Diamond                                                                                               | Vereinigte Staaten                                                                          | Jonathan Livingston Seagull                                                                 | - Live and Let Die – Paul McCartney, Linda McCartney, George Martin - Pat Garrett & Billy the Kid – Bob Dylan - Sounder – Taj Mahal - Last Tango in Paris – Gato Barbieri |                                                                                             |
| 1975                 | Alan Bergman Marilyn Bergman Marvin Hamlisch                                                               | Vereinigte Staaten                                                                          | The Way We Were                                                                             | - QB VII – Jerry Goldsmith - Death Wish – Herbie Hancock - Serpico – Mikis Theodorakis - The Three Musketeers – Michel Legrand |                                                                                             |
| 1976                 | John Williams                                                                                              | Vereinigte Staaten                                                                          | Jaws                                                                                        | - Murder on the Orient Express – Richard Rodney Bennett - Nashville – Keith Carradine, Ronee Blakley, Richard Baskin, Ben Raleigh, Richard Reicheg, Henry Gibson, Karen Black - The Return of the Pink Panther – Henry Mancini - The Wind and the Lion – Jerry Goldsmith | John Williams in 2007                                                                       |
| 1977                 | Norman Whitfield                                                                                           | Vereinigte Staaten                                                                          | Car Wash                                                                                    | - Rich Man, Poor Man – Alex North - The Omen – Jerry Goldsmith - One Flew Over the Cuckoo’s Nest – Jack Nitzsche - Taxi Driver – Bernard Herrmann |                                                                                             |
| 1978                 | John Williams                                                                                              | Vereinigte Staaten                                                                          | Star Wars                                                                                   | - Rocky – Bill Conti - The Spy Who Loved Me – Marvin Hamlisch - A Star is Born – Kenny Ascher, Alan Bergman, Marilyn Bergman, Rupert Holmes, Leon Russell, Barbra Streisand, Donna Weiss, Paul Williams, Kenny Loggins - You Light Up My Life – Joseph Brooks | John Williams in 2007                                                                       |
| 1979                 | John Williams                                                                                              | Vereinigte Staaten                                                                          | Close Encounters of the Third Kind                                                          | - Holocaust – Morton Gould - Battlestar Galactica – Stu Phillips, John Andrew Tartaglia, Sue Collins, Glen A. Larson - Midnight Express – Giorgio Moroder, Christine Bennett, David Castle, Billy Hayes, Oliver Stone - Revenge of the Pink Panther – Henry Mancini (Komponist), Leslie Bricusse (Liedtexte) | John Williams in 2007                                                                       |
| 1980                 | John Williams                                                                                              | Vereinigte Staaten                                                                          | Superman                                                                                    | - Alien – Jerry Goldsmith - Apocalypse Now – Carmine Coppola, Francis Ford Coppola - The Muppet Movie – Paul Williams, Kenny Ascher - Ice Castles – Alan Parsons (Komponist), Eric Woolfson (Komponist), Marvin Hamlisch (Komponist), Carole Bayer Sager (Liedtexte) | John Williams in 2007                                                                       |
| 1981                 | John Williams                                                                                              | Vereinigte Staaten                                                                          | The Empire Strikes Back                                                                     | - Fame – Michael Gore, Anthony Evans, Paul McCrane, Dean Pitchford, Lesley Gore, Robert F. Colesberry - Journey Through the Secret Life of Plants – Stevie Wonder, Michael Sembello, Stephanie Andrews, Yvonne Wright - One Trick Pony – Paul Simon - Urban Cowboy – J.D. Souther, Boz Scaggs, David Foster, Jerry Foster, Bill Rice, Brian Collins, Robby Campbell, Joe Walsh, Bob Morrison, Johnny Wilson, Dan Fogelberg, Bob Seger, Wayland Holyfield, Bob House, Wanda Mallette, Patti Ryan              | John Williams in 2007                                                                       |
| 1982                 | John Williams                                                                                              | Vereinigte Staaten                                                                          | Raiders of the Lost Ark                                                                     | - The Elephant Man – John Morris - Endless Love – Jonathan Tunick, Lionel Richie, Thomas McClar - The Jazz Singer – Neil Diamond, Gilbert Bécaud, Alan E. Lindgren, Richard Bennett, Doug Rhone - Nine to Five – Charles Fox, Dolly Parton | John Williams in 2007                                                                       |
| 1983                 | John Williams                                                                                              | Vereinigte Staaten                                                                          | E.T. the Extra-Terrestrial                                                                  | - The French Lieutenant’s Woman – Carl Davis - On Golden Pond – Dave Grusin - Ragtime – Randy Newman - Victor/Victoria – Henry Mancini (Komponist), Leslie Bricusse (Liedtexte) | John Williams in 2007                                                                       |
| 1984                 | Verschiedene Künstler                                                                                      |                                                                                             | Flashdance                                                                                  | - Gandhi – Ravi Shankar, George Fenton - Return of the Jedi – John Williams - Staying Alive – Frank Stallone, Bruce Stephen Foster, Roy Freeland, Vince DiCola, Thomas Marolda, Joe Esposito, Randy Bishop, Tommy Faragher, Barry Gibb, Maurice Gibb, Robin Gibb - Tootsie – Dave Grusin |                                                                                             |
| 1985                 | Prince and The Revolution                                                                                  | Vereinigte Staaten                                                                          | Purple Rain                                                                                 | - Against All Odds – Phil Collins, Stevie Nicks, Peter Gabriel, Stuart Adamson, Michael Rutherford, Kid Creole, Michel Colombier, Larry Carlton - Footloose – Bill Wolfer, Dean Pitchford, Kenny Loggins, Tom Snow, Sammy Hagar, Michael Gore, Eric Carmen, Jim Steinman - Ghostbusters – Ray Parker Jr., Kevin O’Neal, Bobby Alessi, David Immer, Tom Bailey, Graham Russell, David Foster, Jay Graydon, Diane Warren, Mick Smiley, Elmer Bernstein - Yentl – Michel Legrand, Alan Bergman, Marilyn Bergman | Prince performing in 1986                                                                   |
| 1986                 | Verschiedene Künstler                                                                                      |                                                                                             | Beverly Hills Cop                                                                           | - Back to the Future – Johnny Colla, Chris Hayes, Huey Lewis, Lindsey Buckingham, Alan Silvestri, Eric Clapton, Sean Hopper - A Passage to India – Maurice Jarre - St. Elmo’s Fire – David Foster, John Parr, Billy Squier, John Elefante, Dino Elefante, Jon Anderson, Fee Waybill, Steve Lukather, Richard Marx, Jay Graydon, Steve Kipner, Peter Beckett, Cynthia Weil - Witness – Maurice Jarre |                                                                                             |
| 1987                 | John Barry (die Filmmusik wurde nominiert in der Kategorie Grammy Award for Best Instrumental Composition) | Vereinigtes Königreich                                                                      | Out of Africa                                                                               | - Aliens – James Horner - Earth Run – Lee Ritenour, Dave Grusin - Elektric City – Chick Corea - J Mood – Wynton Marsalis - Top Gun Anthem (aus Top Gun) – Harold Faltermeyer - Young Sherlock Holmes – Bruce Broughton |                                                                                             |
| 1988                 | Ennio Morricone                                                                                            | Italien                                                                                     | The Untouchables                                                                            | - An American Tail – James Horner - The Glass Menagerie – Henry Mancini - The Princess Bride – Mark Knopfler - The Witches of Eastwick – John Williams |                                                                                             |
| 1989                 | Verschiedene Künstler                                                                                      |                                                                                             | The Last Emperor                                                                            | - Empire of the Sun – John Williams - Fatal Attraction – Maurice Jarre - Tucker: The Man and His Dream – Joe Jackson - Who Framed Roger Rabbit – Alan Silvestri |                                                                                             |
| 1990                 | Dave Grusin                                                                                                | Vereinigte Staaten                                                                          | The Fabulous Baker Boys                                                                     | - Batman – Danny Elfman - Field of Dreams – James Horner - Indiana Jones and the Last Crusade – John Williams - The Last Temptation of Christ – Peter Gabriel |                                                                                             |
| 1991                 | James Horner                                                                                               | Vereinigte Staaten                                                                          | Glory                                                                                       | - Twin Peaks – Angelo Badalamenti - Dick Tracy – Danny Elfman - Driving Miss Daisy – Hans Zimmer - The Little Mermaid – Alan Menken |                                                                                             |
| 1992                 | John Barry                                                                                                 | Vereinigtes Königreich                                                                      | Dances with Wolves                                                                          | - Avalon – Randy Newman - Awakenings – Randy Newman - Edward Scissorhands – Danny Elfman - Havana – Dave Grusin - Robin Hood: Prince of Thieves – Michael Kamen |                                                                                             |
| 1993                 | Alan Menken                                                                                                | Vereinigte Staaten                                                                          | Beauty and the Beast                                                                        | - Ausgerechnet Alaska – David Schwartz - Hook – John Williams - The Mambo Kings – Arturo Sandoval - Rush – Eric Clapton |                                                                                             |
| 1994                 | Alan Menken                                                                                                | Vereinigte Staaten                                                                          | Aladdin                                                                                     | - The Age of Innocence – Elmer Bernstein - The Firm – Dave Grusin - Jurassic Park – John Williams - A River Runs Through It – Mark Isham |                                                                                             |
| 1995                 | John Williams                                                                                              | Vereinigte Staaten                                                                          | Schindler’s List                                                                            | - The Lion King – Hans Zimmer - Little Buddha – Ryuichi Sakamoto - The Shawshank Redemption – Thomas Newman - Wolf – Ennio Morricone | John Williams in 2007                                                                       |
| 1996                 | Hans Zimmer                                                                                                | Deutschland                                                                                 | Crimson Tide                                                                                | - Batman Forever – Elliot Goldenthal - The Cure – Dave Grusin - Ed Wood – Howard Shore - Joe Cool’s Blues – Wynton Marsalis |                                                                                             |
| 1997                 | David Arnold                                                                                               | Vereinigtes Königreich                                                                      | Independence Day                                                                            | - Schnappt Shorty (Get Shorty) – John Lurie - Die Jury (A Time to Kill) – Elliot Goldenthal - Entfesselte Helden (Unstrung Heroes) – Thomas Newman - Der Mann, der die Sterne macht (L’Uomo delle stelle) – Ennio Morricone |                                                                                             |
| 1998                 | Gabriel Yared                                                                                              | Libanon                                                                                     | The English Patient                                                                         | - The Lost World: Jurassic Park – John Williams - Men in Black – Danny Elfman - Selena – Dave Grusin - Seven Years in Tibet – John Williams |                                                                                             |
| 1999                 | John Williams                                                                                              | Vereinigte Staaten                                                                          | Saving Private Ryan                                                                         | - Amistad – John Williams - Bulworth – Ennio Morricone - City of Angels – Gabriel Yared - Rush Hour – Lalo Schifrin | John Williams in 2007                                                                       |
| 2000                 | Randy Newman                                                                                               | Vereinigte Staaten                                                                          | A Bug’s Life                                                                                | - Shakespeare in Love – Stephen Warbeck - Star Wars Episode I: The Phantom Menace – John Williams - Le Violon Rouge – John Corigliano - La Vita è Bella – Nicola Piovani | Randy Newman in 1972                                                                        |
| 2001                 | Thomas Newman                                                                                              | Vereinigte Staaten                                                                          | American Beauty                                                                             | - The Cider House Rules – Rachel Portman - Gladiator – Lisa Gerrard; Hans Zimmer - Magnolia – Jon Brion - Toy Story 2 – Randy Newman | Thomas Newman in 2010                                                                       |
| 2002                 | Tan Dun | Volksrepublik China                                                                         | Crouching Tiger, Hidden Dragon                                                              | - A.I. Artificial Intelligence – John Williams - Chocolat – Rachel Portman - Men of Honor – Mark Isham - Planet of the Apes – Danny Elfman - Traffic – Cliff Martinez | Tan Dun in 2011                                                                             |
| 2003                 | Howard Shore (Komponist) John Kurlander (Toningenieur)                                                     | Kanada                                                                                      | The Lord of the Rings: The Fellowship of the Ring                                           | - A Beautiful Mind – James Horner - Harry Potter and the Sorcerer's Stone – John Williams - Monsters, Inc. – Randy Newman - Spider-Man – Danny Elfman | Howard Shore in 2013                                                                        |
| 2004                 | Howard Shore (Komponist) John Kurlander (Toningenieur) Peter Cobbin (Toningenieur)                         | Kanada                                                                                      | The Lord of the Rings: The Two Towers                                                       | - Catch Me If You Can – John Williams - Harry Potter and the Chamber of Secrets – John Williams - The Hours – Philip Glass - Seabiscuit – Randy Newman | Howard Shore in 2013                                                                        |
| 2005                 | Howard Shore (Komponist) John Kurlander (Toningenieur) Peter Cobbin (Toningenieur)                         | Kanada                                                                                      | The Lord of the Rings: The Return of the King                                               | - Angels in America – Thomas Newman - Big Fish – Danny Elfman - Eternal Sunshine of the Spotless Mind – Jon Brion - Harry Potter and the Prisoner of Azkaban – John Williams | Howard Shore in 2013                                                                        |
| 2006                 | Craig Armstrong                                                                                            | Vereinigtes Königreich                                                                      | Ray                                                                                         | - The Aviator – Howard Shore - The Incredibles – Michael Giacchino - Million Dollar Baby – Clint Eastwood - Star Wars Episode III: Revenge of the Sith – John Williams |                                                                                             |
| 2007                 | John Williams                                                                                              | Vereinigte Staaten                                                                          | Memoirs of a Geisha                                                                         | - The Chronicles of Narnia: The Lion, the Witch and the Wardrobe – Harry Gregson-Williams - The Da Vinci Code – Hans Zimmer - Munich – John Williams - Pirates of the Caribbean: Dead Man's Chest – Hans Zimmer | John Williams in 2007                                                                       |
| 2008                 | Michael Giacchino                                                                                          | Vereinigte Staaten                                                                          | Ratatouille                                                                                 | - Babel – Gustavo Santaolalla - Blood Diamond – James Newton Howard - The Departed – Howard Shore - Happy Feet – John Powell - Pan’s Labyrinth – Javier Navarrete |                                                                                             |
| 2009                 | Hans Zimmer James Newton Howard                                                                            | Deutschland Vereinigte Staaten                                                              | The Dark Knight                                                                             | - Indiana Jones and the Kingdom of the Crystal Skull – John Williams - Iron Man – Ramin Djawadi - There Will Be Blood – Jonny Greenwood - WALL-E – Thomas Newman |                                                                                             |
| 2010                 | Michael Giacchino                                                                                          | Vereinigte Staaten                                                                          | Up                                                                                          | - The Curious Case of Benjamin Button – Alexandre Desplat - Harry Potter and the Half-Blood Prince – Nicholas Hooper - Milk – Danny Elfman - Star Trek – Michael Giacchino |                                                                                             |
| 2011                 | Randy Newman                                                                                               | Vereinigte Staaten                                                                          | Toy Story 3                                                                                 | - Alice in Wonderland – Danny Elfman - Avatar – James Horner - Inception – Hans Zimmer - Sherlock Holmes – Hans Zimmer | Randy Newman in 1972                                                                        |
| 2012                 | Alexandre Desplat                                                                                          | Frankreich                                                                                  | The King’s Speech                                                                           | - Black Swan – Clint Mansell - Harry Potter and the Deathly Hallows – Part 2 – Alexandre Desplat - The Shrine – Ryan Shore - Tron: Legacy – Daft Punk |                                                                                             |
| 2013                 | Trent Reznor Atticus Ross                                                                                  | Vereinigte Staaten Vereinigtes Königreich                                                   | The Girl with the Dragon Tattoo                                                             | - The Adventures of Tintin – John Williams - The Artist – Ludovic Bource - The Dark Knight Rises – Hans Zimmer - Hugo – Howard Shore - Journey – Austin Wintory | Trent Reznor and Atticus Ross in 2006                                                       |
| 2014                 | Thomas Newman                                                                                              | Vereinigte Staaten                                                                          | Skyfall                                                                                     | - Argo – Alexandre Desplat - The Great Gatsby – Craig Armstrong - Life of Pi – Mychael Danna - Lincoln – John Williams - Zero Dark Thirty – Alexandre Desplat | Thomas Newman in 2010                                                                       |
| 2015                 | Alexandre Desplat                                                                                          | Frankreich                                                                                  | The Grand Budapest Hotel                                                                    | - Frozen – Christophe Beck - Gone Girl – Trent Reznor, Atticus Ross - Gravity – Steven Price - Saving Mr. Banks – Thomas Newman |                                                                                             |
| 2016                 | Antonio Sánchez                                                                                            | Mexiko                                                                                      | Birdman                                                                                     | - The Imitation Game – Alexandre Desplat - Interstellar – Hans Zimmer - The Theory of Everything – Jóhann Jóhannsson - Whiplash – Justin Hurwitz |                                                                                             |
| 2017                 | John Williams                                                                                              | Vereinigte Staaten                                                                          | Star Wars: The Force Awakens                                                                | - Bridge of Spies – Thomas Newman - The Hateful Eight – Ennio Morricone - The Revenant – Alva Noto, Ryuichi Sakamoto - Stranger Things, Vol. 1 – Kyle Dixon, Michael Stein - Stranger Things, Vol. 2 – Kyle Dixon, Michael Stein | John Williams in 2007                                                                       |
| 2018                 | Justin Hurwitz                                                                                             | Vereinigte Staaten                                                                          | La La Land                                                                                  | - Arrival – Jóhann Jóhannsson - Dunkirk – Hans Zimmer - Game of Thrones: Season 7 – Ramin Djawadi - Hidden Figures – Benjamin Wallfisch, Pharrell Williams, Hans Zimmer |                                                                                             |
| 2019                 | Ludwig Göransson                                                                                           | Schweden                                                                                    | Black Panther                                                                               | - Blade Runner 2049 – Benjamin Wallfisch & Hans Zimmer - Coco – Michael Giacchino - The Shape of Water – Alexandre Desplat - Star Wars: The Last Jedi – John Williams |                                                                                             |
| 2020 26. Januar 2020 | Hildur Guðnadóttir                                                                                         | Island                                                                                      | Chernobyl                                                                                   | - Avengers: Endgame – Alan Silvestri - Game of Thrones: Season 8 – Ramin Djawadi - Der König der Löwen – Hans Zimmer - Mary Poppins’ Rückkehr – Marc Shaiman |                                                                                             |
| 2021 14. März 2021   | Hildur Guðnadóttir                                                                                         | Island                                                                                      | Joker                                                                                       | - Ad Astra – Max Richter - Becoming – Kamasi Washington - 1917 – Thomas Newman - Star Wars: The Rise of Skywalker – John Williams |                                                                                             |
| 20223. April 2022    | Carlos Rafael Rivera                                                                                       | Guatemala                                                                                   | Das Damengambit                                                                             | - Bridgerton – Kris Bowers - Dune – Hans Zimmer - The Mandalorian: Season 2 – Volume 2 (Kapitel 13-16) – Ludwig Göransson |                                                                                             |
| 20223. April 2022    | Jon Batiste, Trent Reznor und Atticus Ross                                                                 | Vereinigte Staaten Vereinigtes Königreich                                                   | Soul                                                                                        | - Bridgerton – Kris Bowers - Dune – Hans Zimmer - The Mandalorian: Season 2 – Volume 2 (Kapitel 13-16) – Ludwig Göransson |                                                                                             |
| 2023 5. Februar 2023 | Germaine Franco                                                                                            | Vereinigte Staaten                                                                          | Encanto                                                                                     | - The Batman von Michael Giacchino (Komponist) - No Time to Die von Hans Zimmer (Komponist) - The Power of the Dog von Jonny Greenwood (Komponist) - Succession: Season 3 von Nicholas Britell (Komponist) |                                                                                             |
| 2024 4. Februar 2024 | Ludwig Göransson (Komponist)                                                                               | Schweden                                                                                    | Oppenheimer                                                                                 | - Barbie von Mark Ronson & Andrew Wyatt (Komponisten) - Black Panther: Wakanda Forever von Ludwig Göransson (Komponist) - The Fabelmans von John Williams (Komponist) - Indiana Jones and the Dial of Destiny von John Williams (Komponist) | Ludwig Göransson 2019                                                                       |
| 2025 2. Februar 2025 | Hans Zimmer (Komponist)                                                                                    | Deutschland                                                                                 | Dune: Part Two                                                                              | - American Fiction von Laura Karpman (Komponistin) - Challengers von Trent Reznor & Atticus Ross (Komponisten) - The Color Purple von Kris Bowers (Komponist) - Shōgun von Nick Chuba, Atticus Ross & Leopold Ross (Komponisten) |                                                                                             |